# Екіпажна частина локомотива
Екіпажна частина локомотива (екіпаж локомотива) — конструктивна частина тягової залізничної одиниці (локомотива), яка забезпечує її рух рейковою колією. Конструктивно є візком з колісними парами, в якому розташовується необхідне енергетичне і допоміжне обладнання. Екіпажна частина є основою локомотива, що безпосередньо гарантують безпеку руху.

## Конструктивні вимоги
До екіпажної частини висувається низка обов'язкових конструктивних вимог щодо утримування під час експлуатації:
- здатність рухатися на прямих і криволінійних ділянках колії, не викликаючи перевантажень в елементах конструкції;
- зберігати міцність вузлів і деталей впродовж усього терміну експлуатації;
- забезпечувати комфортні умови праці локомотивної бригади;
- захищати обладнання від шкідливої дії вібрації і навколишнього середовища;